# Claude Pierre-Brossolette
Pour les articles homonymes, voir Brossolette et Pierre-Brossolette.
Claude Pierre-Brossolette, né le 5 mars 1928 dans le 16e arrondissement de Paris où il est mort le 17 décembre 2017, est un banquier, haut fonctionnaire et résistant français.
Inspecteur des finances, il est secrétaire général de la présidence de la République française de 1974 à 1976.

## Biographie
Fils de Pierre Brossolette (1903-1944), grand résistant français et compagnon de la Libération et de Gilberte Brossolette (née Bruel, 1905-2004), résistante et sénatrice après-guerre, il est le plus jeune titulaire de la Médaille de la Résistance. Claude Pierre-Brossolette est le père de la journaliste Sylvie Pierre-Brossolette, membre du Conseil supérieur de l’audiovisuel.
Diplômé de l’École nationale d’administration (ENA) en 1952, il devient directeur du Trésor de 1971 à 1974.
Longtemps proche de Valéry Giscard d'Estaing, il devient son secrétaire général à l'Élysée de 1974 à 1976, date à laquelle il est porté à la présidence du Crédit lyonnais, qu'il dirige jusqu'en 1982. Il préside ensuite la Banque Stern de 1982 à 1986, puis la Banque Demachy de 1987 à 1989.

## Distinctions
- Commandeur de la Légion d'honneur[4]
- Commandeur de l'ordre national du Mérite
- Médaille de la Résistance française par décret du 6 avril 1944[5]
- Chevalier de l'ordre des Palmes académiques

## Pour approfondir